# Grindsted (Aalborg Kommune)
 Denne artikel omhandler byen Grindsted (Aalborg Kommune). Der er også andre byer med dette navn, se Grindsted.
Grindsted er en lille by i Vendsyssel med 674 indbyggere  (2024), beliggende i Hammer Sogn ved det nordøstlige hjørne af Hammer Bakker 17 km. nordøst for Aalborg, 6 km nord for Vodskov og 2 km. nordvest for nabobyen Uggerhalne. Byen ligger i Region Nordjylland og hører til Aalborg Kommune.
Grindsted var en traditionel gammel landsby med skole og flere butikker indtil byen blev kraftigt udbygget i sidste halvdel af 1960'erne og 1970'erne så den i dag snarere kan betegnes som villaby, der med ½-timedrift af bybussen til Aalborg fremstår som et reelt alternativ til hovedbyen.
Efter opsplitningen af Hammer Sogn i maj 1985 er Grindsted den eneste by i sognet. Det er derfor naturligt, at Hammer Sogns sognegård ligger i Grindsted. Bag Grindsted Skole er der i dag opført sportshal og anlagt boldbane m.m.
Grindsted Mejeri startede, som det første mejeri i Danmark, i 1986 med økologisk osteproduktion. Ostene, der fik navnet Kornblomst, blev fra start leveret til FDB. Efter en fusion med Thise Mejeri er mejeriet i Grindsted blevet lukket. Det blev i forsommeren 2010 jævnet med jorden.
Grindsted blev, sammen med Uggerhalne, valgt som "Årets Landsby 2004" i Aalborg Kommune.
Grindsted har én af landets ældste skoler som er etableret i 1734, og fejrer 275 års jubilæum i 2009. I 2017 fik Grindsted en nyrenoveret skole.